# 삼성현중학교
삼성현중학교(三聖賢中學校)는 대한민국 경상북도 경산시 백천동에 있는 공립 중학교이다.

## 학교 연혁
- 2005년 10월 6일 : 교명 확정(삼성현중학교)
- 2006년 2월 23일 : 경상북도립학교 설치조례 공포
- 2006년 3월 1일 : 초대 이재동 교장 취임
- 2006년 3월 1일 : 7학급 개교
- 2006년 3월 2일 : 제1회 신입생 233명 입학
- 2008년 9월 28일 : 다목적강당 준공
- 2009년 2월 12일 : 제1회 졸업생 226명 졸업
- 2016년 3월 1일 : 경상북도교육청 명품학교 지정
- 2022년 9월 1일 : 제8대 이정미 교장 취임
- 2024년 2월 7일 : 제16회 졸업생 212명 졸업(졸업생 누계 3,364명)
- 2024년 3월 4일 : 제19회 신입생 202명 입학

## 참고 자료
- 삼성현중학교 - 한국교육학술정보원 학교알리미